# DaimlerChrysler AG
DaimlerChrysler AG fue un grupo automovilístico germano-estadounidense, constituido en el año 1998. Surgió a partir de un acuerdo de fusión firmado entre Daimler-Benz de Alemania (propietaria entre otras, de la marca de automóviles Mercedes-Benz) y la Chrysler Corporation de los Estados Unidos. Al momento de su constitución, se convirtió en el tercer fabricante a nivel mundial. La nueva empresa fijó su domicilio legal en Alemania, sin embargo mantuvo la sede de Auburn Hills donde se atendieron los intereses de Chrysler. 
Con el paso del tiempo, Daimler comenzó a ejercer hegemonía dentro del grupo, adquiriendo el 80% del paquete accionario de Chrysler, convirtiéndose en su principal propietario. Finalmente, la alianza se disolvió 17 de mayo de 2007, luego del anuncio de Daimler de la venta por un valor de 5.500 millones de euros del 80% de Chrysler Corporation al fondo de capital riesgo Cerberus Capital Management conservando durante algún tiempo el 20% restante de las acciones. Esto propició el posterior cambio de denominación del grupo alemán al actual Daimler AG, mientras que el grupo estadounidense, después de su quiebra a manos del fondo buitre Cerberus, fue rescatado por el gobierno de los Estados Unidos. Para ello se creó un nuevo grupo con los activos sanos denominado Chrysler Group LLC, luego filial del grupo automovilístico italiano Fiat Chrysler Automobiles (hoy Stellantis).

## Historia

### Antecedentes

#### Chrysler Corporation
En los años 1990 el grupo Chrysler era el tercer grupo automovilístico de Estados Unidos detrás de GM y Ford pero comenzaba a tener problemas (otra vez) por diversas causas:
- Tenía demasiada dependencia del mercado estadounidense.
- Sus modelos estrella (minivans y pickups) empezaban a ser producidos por muchos competidores.
- Las marcas europeas y sobre todo japonesas tenían cada vez más ventas en EE. UU.

Además de Chrysler, contaba con las siguientes marcas:
- Dodge: Deportivos.
- Jeep: Todoterrenos.
- Eagle: Evoluciones de automóviles de la extinta American Motors Corporation y Mitsubishi.
- Plymouth: Versiones económicas de modelos Chrysler y Dodge.
- Mopar: Accesorios y piezas para vehículos del grupo.
- Desde 1970 contaba con un paquete de acciones de Mitsubishi (fue variando entre el 12,5% y el 15%).

#### Daimler-Benz
Aunque no era la empresa automovilística que más vehículos producía, ni siquiera en Europa (su mercado natural), tenía un gran margen comercial, debido al segmento premium al que van dirigidos.

Su principal problema era que tenía que crecer para poder vender más y sobre todo "atacar" nuevos mercados (EE. UU. y Asia eran los más interesantes).
La empresa alemana contaba con las siguientes divisiones (o marcas):
- Mercedes-Benz: Automóviles de gama media-alta.
- Smart: Microcoches.
- EvoBus: Autobuses y autocares.
  - Mercedes-Benz Buses
  - Setra
- Daimler Trucks North America LLC: Camiones fabricados en EE. UU.
  - Freightliner: Camiones pesados y tractoras.
  - American LaFrance: Camiones especiales (principalmente bomberos).
  - Sterling: Evoluciones de la absorbida Ford heavy truck.
- Unimog: Vehículos 4x4 multifunción.
- Mercedes-Benz Financial: Servicios financieros.
- Daimler-Benz Aerospace AG: Aeronáutica.
- ABB Daimler Benz Transportation: Empresa ferroviaria.
- MTU Motoren- und Turbinen-Union Friedrichshafen GmbH: Fabricante de motores, sistemas de tracción.

#### Chrysler y Mercedes
Sobre el papel la fusión era muy buena para ambas marcas, ya que contaban con multitud de sinergias:
- Segmentos compatibles: Se cubría el Mercado desde los microcoches hasta las grandes tractoras, además de productos aeronáuticos, ferroviarios y militares.
- Mercados Compatibles: EE. UU. y Europa estaba totalmente cubierto y se contaba con algo de cobertura en América del Sur y Asia (15% Mitsubishi).

Como se buscaba ser uno de los consorcios automovilísticos más grandes era necesario integrar estructuras productivas, buscar que los vehículos futuros usaran piezas conjuntas, desarrollar nuevas tecnologías y sobre todo aumentar mercados (principalmente en Asia).

### Inicios
Después de varios meses de negociaciones, Daimler-Benz y el Chrysler Corporation llegaron a un acuerdo de fusión en mayo de 1998 para crear DaimlerChrysler AG. El acuerdo se consumó en noviembre de 1998, formando un gigante con unos ingresos totales de 130 millones de dólares, fábricas en 34 países de cuatro continentes y unas ventas anuales por unidad de más de 4 millones de vehículos.

La unión de ambas empresas fue presentada como una fusión entre iguales con sedes en Auburn Hills y Stuttgart, nombrando Robert J. Eaton y Jürgen E. Schrempp como copresidentes.

### Realidad
Debido a que DaimlerChrysler se constituyó como una empresa alemana para fines fiscales y contables, la calificadora Standard & Poors la retiró de su Índice 500, que sólo mide firmas norteamericanas. Lo que alejó a los inversionistas norteamericanos de la nueva empresa (bajó del 44% al 25% y la cotización de las acciones en EE. UU. pasó de 108 dólares a 85 dólares).